# Pedro de Gante
Pieter van der Moere, também conhecido como Irmão Pedro de Gante ou Pedro de Mura (c. 1480 – 1572) foi um missionário franciscano no México do século XVI. Nascido em Geraardsbergen, na atual Bélgica, era descendente de flamengos. Como Flandres, assim como a Espanha, pertencia ao Império Habsburgo e era parente do rei Carlos V (considerava-se um filho bastardo do imperador Maximiliano I ), ele foi autorizado a viajar para as colônias da Nova Espanha como um de um grupo de frades franciscanos. Na verdade, o grupo de Gante chegou antes dos 12 franciscanos normalmente considerados os primeiros frades da Nova Espanha. No México, ele passou a vida como missionário, doutrinando a população indígena no catecismo e no dogma cristão. Aprendeu o náuatle, a língua dos astecas, e compôs uma "doutrina" cristã. Uma de suas contribuições mais significativas para o México foi a criação da Escola de San Jose de los Naturales. Esta foi a primeira escola criada por europeus nas Américas.   
Em 1988 foi beatificado, pelo Papa João Paulo II. Ele ficou em 99º lugar em uma votação de 2005 na lista dos Maiores Belgas ( De Grootste Belg ).

## Obras
Manuscritos

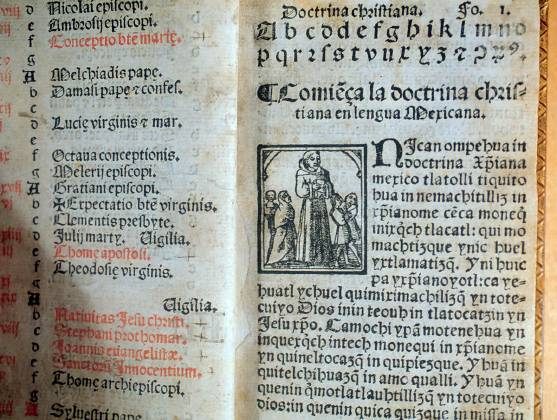
O manuscrito de 1553 da Doctrina Christiana, de Pedro de Gante, mantido na Benson Latin American Collection, Universidade do Texas, Austin

- Catecismo de la doctrina cristiana con jeroglíficos, para la enseñanza de los indios de México: Madrid, Archivo Histórico Nacional, Códice 1257B.

Trabalhos Publicados
- Doctrina Christiana en Lengua Mexicana. Per signum crucis. Icamachiotl cruz yhuicpain toya chua Xitech momaquixtili Totecuiyoc diose. Ica inmotocatzin. Tetatzin yhuan Tepilizin yhuan Spiritus Sancti. Amen Jesús (first published ca. 1547, Mexico: Juan Pablos; 1553, Amberes; 1553, Mexico: Juan Pablos, 1555. Facsimile edition with comments by ed. Ernesto de la Torre Villar (Mexico, 1981).
- Catecismo de la doctrina cristiana con jeroglíficos, para la enseñanza de los indios de México, Facsimile edition with comments by Federico Navarro (Madrid, 1970) / Justino Cortés Castellanos, El catecismo en pictogramas de Fr. Pedro de Gante (Madrid, 1987).
- Cartas, versos religiosos en mejicano, ed. en: Joaquín García Icazbalceta, Códice franciscano (Mexico, 1941), 212ff.